# 挂角马
挂角马或八角马，象棋术语，指的是一方的马在对方九宫的两个上角中对对方将（帅）形成叫将的局面。